# Ayawaso North Municipal District

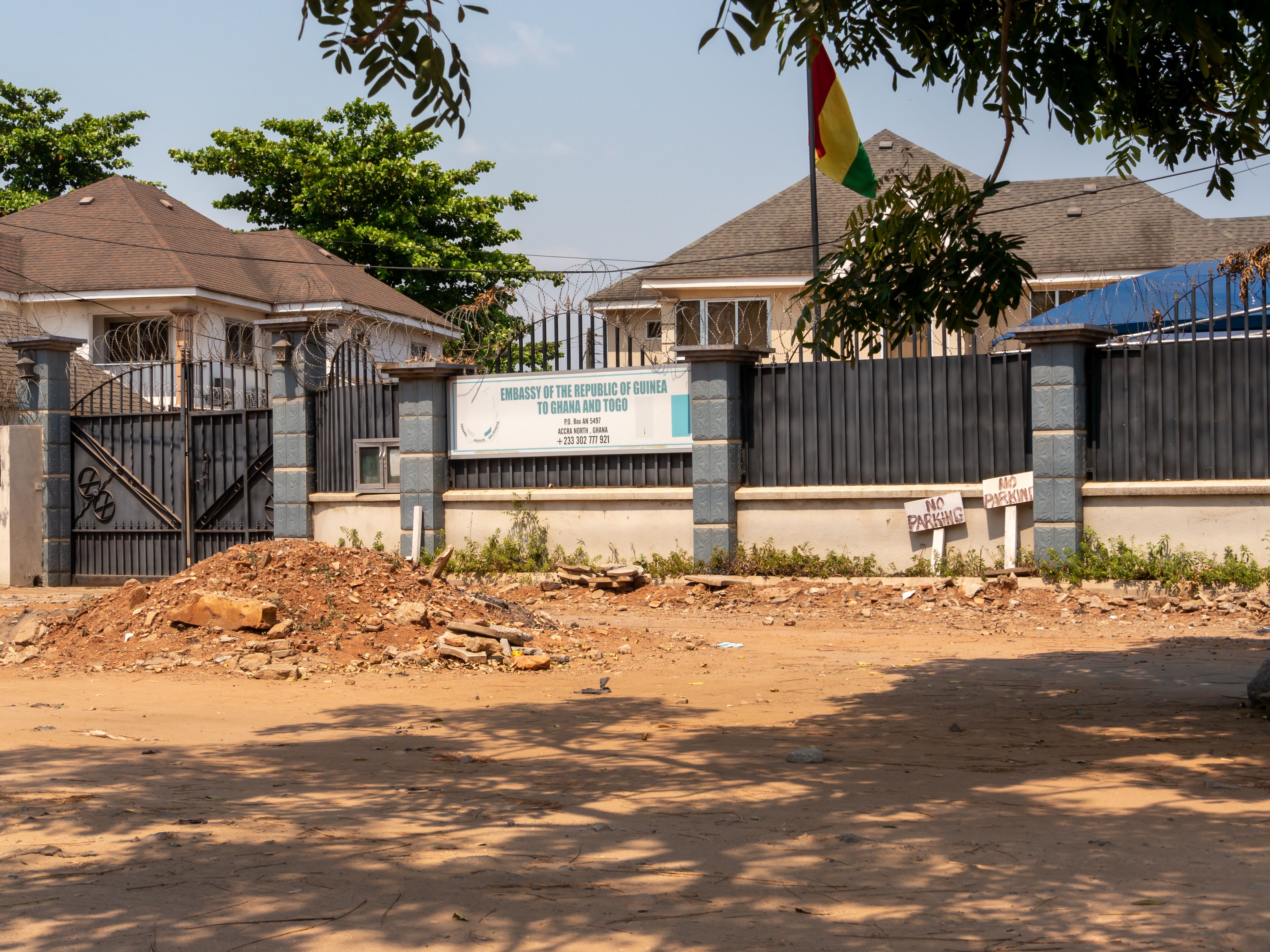
Botschaft der Republik Guinea in Ghana und Togo in Ayawaso North

Der Distrikt Ayawaso North Municipal District ist einer von 29 Distrikten der Greater Accra Region in Ghana. Er hat eine Größe von 2,15 km² und 63.386 Einwohner (2021).

## Geschichte
Ursprünglich war er 1988 Teil des damals größeren Accra Metropolitan District, bis ein kleiner Teil des Distrikts am 15. März 2018 abgespalten wurde, um den Ayawaso North Municipal District zu gründen; der verbleibende Teil wurde daher als Accra Metropolitan District beibehalten. Der Bezirk befindet sich im zentralen Teil der Greater Accra Region und hat Accra New Town als Hauptstadt.

## Einwohnerentwicklung
Die folgende Übersicht zeigt die Einwohnerzahlen nach dem jeweiligen Gebietsstand.
| Jahr | Einwohner |
| ---- | --------- |
| 2010 | 99.777    |
| 2021 | 63.386    |